# هو تشي منه
هو تشي منه (باللغة الفيتنامية: Hồ Chí Minh) (19 مايو 1890 – 2 سبتمبر 1969) هو الرئيس الأول لفيتنام الشمالية منذ 1945 حتى 1969 ورئيس الوزراء منذ 1945 وحتى 1955 ومؤسس الدولة الفيتنامية الشمالية ورائد النهضة القومية في الهند الصينية ينتمى إلى أسرة فقيرة معدمة. رفاقه كانوا يدعونه «العم هو اللطيف». هاجر إلى بريطانيا للعمل هناك عام 1914، خاض مع رفاقه حروًبا محدودة ضد الاستعمار الفرنسي لبلاده 1917. التحق بالحزب الشيوعي الفييتنامي وأسّس جريدة الأبرياء وأصبح عضوًا فاعلًا في الحزب.
في عام 1924 قام بزيارة الإتحاد السوفيتي وفي عام 1930 أسّس «نفوين أي كوك» والذي عرف فيما بعد باسم هوشي منه النواة الأولى للحزب الشيوعي الفيتنامي الذي أضحى الحزب الأساسي ضمن الحركة الوطنية الفيتنامية
في عام 1940 دخلت اليابان الحرب ضد فرنسا فاحتلت فيتنام وبسطت نفوذها مكان الفرنسيين وواصل هو شى منه نضاله السياسي والعسكري ضد اليابانيين الذين خسروا الحرب العالمية الثانية في 14 آب 1945 وأعلن في 2 ايلول يوم توقيع اليابان على اتفاقية الاستسلام استقلال فييتنام اختصارها فيت منه
أقرت اتفاقية بوتسدام حول المشكلة الفييتنامية بحلول البريطانيين مكان اليابانيين في جنوب خط عرض 16 واحتفاظ هو شي منه بالمناطق الشمالية لخط العرض المذكور ومع تمركز هوشي منه في الشمال ودعم الصينيين له اتخذ من هانوي عاصمة لحكومته قامت القوات البريطانية بالسماح للفرنسيين باحتلال المنطقة الوسطى والجنوبية (اللكوشنثين والأنام) من فييتنام
خاض هو شي منه معارك عنيفة لإجبار الفرنسيين على الانسحاب وكانت هذه المعارك التي امتازت بحرب العصابات بقيادة القائد العسكري جياب مرهقة ومكلفة للقوات الفرنسية المستعمرة
في عام 1949 أقيمت جبهة معادية للاستعمار الفرنسي في فيتنام قوامها هو شي منه وماو تسي تونغ والباتيت لا الذي كان يقود النضال العسكري ضد فرنسا في لاوس إزاء هذا الحلف الثلاثي أقرت فرنسا بهزيمتها العسكرية في فيتنام وأعلنت استقلال فيتنام ولاوس وكمبوديا وعينت باوداى إمبراطور الأنام رئيس لفيتنام من أجل مواجهة الفيتناميين لبعضهم البعض فهناك قوات وحكومة فيتنامية عميلة للفرنسيين في الجنوب وقوات وحكومة فيتنامية مستقلة مدعومة من الصين في الشمال بقيادة هو شي منه استطاعت فرنسا أن تصور أن الحرب في فيتنام هي حرب داخلية أهلية ذات طابع دولي لتطلب من الولايات المتحدة المساعدة العسكرية وخصوصًا أن الأمريكيين كانوا ينظرون بقلق إلى نمو وتصاعد المد الشيوعي في الهند الصينية مترافق هذا النمو مع إعلان الحرب الكورية(1950-1953)
و دخلت الولايات المتحدة المستنقع الفيتنامي بدلًا من الفرنسيين.
دُعيت الأطراف المتحاربة والصين لعقد مؤتمر بجنيف لتسوية المشكلة الفيتنامية وأراد الفيتكونج قبل بداية المفاوضات تحقيق نصر ساحق على الفرنسيين في آخر معقل لهم في (ديان بيان فو)ليكون موقعهم قويًا خلال المفاوضات واستطاعت قوات الجنرال جياب من تدمير آخر المعاقل الرئيسية للفرنسيين بعد حِصار استمر 60 يومًا
أقرت اتفاقية جنيف 21 تموز 1954 على تقسيم فيتنام إلى جمهورية فيتنام الديمقراطية بقيادة هو شي منه شمال خط عرض 17 درجة وجمهورية فيتنام وحكومتها في سايجون جنوب هذا الخط
بعد عامين من عقد اتفاقية جنيف اندلعت الحرب مجددًا لتمتد إلى كامل شبة جزيرة الهند الصينية وذلك بسبب تنامي الوعي السياسي في فيتنام الجنوبية وازدياد النقمة على نظام الرئيس الفيتنامي الجنوبي (نغودين ديام)الذي فرضته الولايات المتحدة كرئيسا للوزراء على إمبراطور باوداى أخذت الحرب تنتقل إلى جنوب فيتنام بشكل حرب عصابات على أتباع الرئيس وعلى الوجود العسكري الأمريكي واستطاعت القوى الشيوعية الجنوبية أن تؤسس جبهة التحرير الوطنية لجنوب فيتنام المسماة بالفيتكونغ
كان دور هو شي منه في تلك الحرب رئيسيا إذ أمّن للثوار كل أنواع الدعم والمساندة وهذا ما جعل الأمريكان ينقلون المعركة إلى قلب فييتنام الشمالية عبر الغارات الجوية المتكررة والمدمرة دون تمييز على مدينة هانوي.
توفي هو شي منه في ايلول 1969 دون أن يحقق حلمه التاريخي بتحرير الجنوب وإقامة دولة فيتنام الموحدة لكن مع استمرار القتال من قِبل الثوار وتحريرهم للمدن الفيتنامية الجنوبية الواحدة تلو الأخرى وتراجع القوات الأمريكية استطاعت قوات الفيتكونغ في 29 نيسان 1975 من إسقاط العاصمة سايجون نفسها وتغيير اسمها فورا إلى مدينة «هو شي منه».

## النشأة والسفر إلى فرنسا
ولد هو تشي منه في قرية هونغ ترو في عام 1890 لعائلة فقيرة الحال وكان له شقيقان وأخت، شقيقته كانت تعمل كاتبة في الجيش الفرنسي أما شقيقه فقد كان عطار والآخر توفي في سن الرضاعة، توفيت والدته وهو لا يزال طفل فتكفل والده برعايته، درس هو تشي تعاليم كونفيشيوس وكان فطنًا ذكيًا أتقن اللغة الصينية وتتلمذ على يد حكيم يدعى فيونغ توك، بالإضافة إلى ذلك كان مولعًا بصيد السمك واللعب بالطائرات الورقية، كان والده معلمًا تم ترقيته إلى قاضي في المقاطعة لكن تم فصله بسبب إساءة استخدام المنصب وتم جلده بعود الخيرزان عقابًا على ذلك، في سن العاشرة رفض هو تشي دخول المدرسة الفرنسية وشارك في تظاهرة ضد الضرائب الثقيلة التي تفرضها الحكومة الفرنسية الاستعمارية على الفلاحين الفيتناميين، وبسبب نشاطاته الثورية تم فصله من المدرسة المحلية وقدم العديد من الطلبات من أجل إكمال الدراسة لكن طلبه قوبل بالرفض، فما كان منه إلا أن ترك فيتنام وسافر إلى فرنسا على أمل إكمال الدراسة، عمل طباخ في باخرة فرنسية ووصل إلى مارسيليا في ديسمبر 1911، قدّم طلبًا للدراسة لكن قوبل طلبة بالرفض، فعاد إلى الباخرة وعلى متنها سافر إلى العديد من دول العالم في الفترة 1911 – 1917.

## في الولايات المتحدة وبريطانيا
في عام 1911 عندما كان يعمل كمساعد طباخ في السفينة، هوشي وصل إلى الولايات المتحدة وعاش في نيويورك ثم بوسطن لسنتين، خلال تلك الفترة عمل في مختلف الوظائف مثل طباخ في فندق وخادم لعائلة ثرية، وهناك أجرى اتصالات مع القوميين الفيتناميين وبدأت تتكون لديه الأفكار السياسية والثورية وفي الفترة 1913-1919 عاش هوشي في بريطانيا وعمل نادل وغاسل أطباق في نفس الفندق الذي يقيم فيه ونستون تشرشل.

## التثقيف السياسي في فرنسا

هوشي منة في شبابه 1921

في عام 1919 سافر هوشي إلى فرنسا وبدأ يظهر اهتمامًا بالسياسة واعتنق الفكر الشيوعي على يد رفيق فرنسي في الحزب الاشتراكي يدعى مارسيل كاتشين، كان هوشي يرى أن الشيوعية هي السبيل الوحيد لتحرير الشعب الفيتنامي من السيطرة الأجنبية، شرع هوشي منة يقرأ مؤلفات لينين وأبدى اهتمامًا قويًا بالشيوعية وشارك في تأسيس الحزب الشيوعي الفرنسي عام 1920 فكان من مؤسسي هذا الحزب وأول شيوعي فيتنامي وفي أعقاب معاهدة فرساي أرسل هوشي منه رسالة إلى الزعماء الأجانب يقدم في التماسًا للاعتراف بحقوق الشعب الفيتنامي لكن الرسالة تم تجاهلها، لكن هذا لم يثني هوشي منه من إرسال رسالة ثانية إلى الرئيس الأمريكي وودرو ويلسن يطالب فيها مساعدته في إزالة الحكم الاستعماري الفرنسي من فيتنام لكنة لم يحصل على رد، في عام 1920 أصبح هوشي ممثل الحزب الشيوعي الفرنسي في المؤتمرات الدولية وأسّس لجنة مكافحة الاستعمار داخل الحزب وفي تلك الفترة بدأ بكتابة مقالات صحفية باللغة الفرنسية عن جرائم فرنسا في فيتنام فضلًا عن إلقائه الخطب الحماسية الداعية للتحرر من السيطرة الفرنسية وأسّس هوشي منه بمساعدة الحزب الشيوعي الفرنسي ((الاتحاد الأممي)) سنة 1921 وانتخب عضوًا في لجنتة المركزية وأصدر هوشي منه صحيفة لوباريا (المنبوذ أو المشرد) كشفت الصحيفة سياسة الاستغلال والاضطهاد التي تمارسها الإمبريالية الفرنسية بحق الشعوب المستعمرة ولقيت رواجًا في فرنسا ومستعمراتها في الهند الصينية كما كان هوشي يكتب مقالات صحفية في صحيفة لومانتية الناطقة بلسان الحزب الشيوعي الفرنسي وألّف كتاب بعنوان ((الاستعمار الفرنسي تحت المجهر)) عام 1925.

## في الاتحاد السوفيتي والصين
في عام 1923 غادر هوشي باريس متجهًا إلى موسكو حيث عمل هناك في الكومنترن وشارك في المؤتمر الخامس للكومنترن ثم تخرج من الجامعة الشيوعية لكادحي الشرق وكتب مقالات في جريدة برافدا وشارك في المؤتمر الخامس للكومنترن في موسكو ممثلًا عن الحزب الشيوعي الفرنسي وعلى أثر موت لينين شارك هوشي في تشييع الزعيم الشيوعي قبل أن يغادر الاتحاد السوفيتي متجهًا إلى الصين في نوفمبر 1924 خلال الفترة 1925-1926 ألقى هوشي منه محاضرات حول الإشتراكية والثورة لمجاميع الشباب الفيتناميين الساكنين في كانتون الصين، هذه المجاميع كانت البذرة الأولى للحركات الثورية الشيوعية التي ستخوض الحرب ضد فرنسا ومن ثم الولايات المتحدة في المستقبل، تزوج هوشي منه من امرأة صينية تدعى تسنغ إكسويمينج في نفس البيت الذي تزوج فيه الوزير الصيني شو ان لاي وأقام فيه عميل الكومنترن ميخائيل بورودين، وبعد حملات الملاحقة التي دشنها الديكتاتور الصيني تشان كاي شيك ضد الشيوعيين  غادر هوشي كانتون متجهًا إلى موسكو ومنها سافر إلى شبة جزيرة القرم للتعافي من مرض السل، سافر بعدها إلى العديد من الدول مثل ألمانيا، سويسرا، تايلاند لممارسة الأنشطة الشيوعية بقي في تايلند حتى أواخر عام 1929 عندما سافر إلى الهند ثم إلى هونغ كونغ وهناك اجتمع مع الشيوعيين الفيتناميين وناقش سبل دمج التنظيمات الشيوعية الفيتنامية في حزب واحد وفي أثناء ذلك جرى نقاش حاد وطويل حول تأسيس حزب شيوعي في الهند الصينية ولكن الأكثرية أبدت فكرة التأسيس وتحولت الجمعية إلى اتحاد شيوعيي الهند الصينية الذي اعترفت بة الأممية الشيوعية وتكون الحزب الشيوعي في أنام وكان هدف الحزب هو طرد المستعمرين وتحقيق الاستقلال الوطني لفيتنام وتوزيع الأراضي على الفلاحين وتأسيس جيش وطني وإقامة حكومة العمال والفلاحين، وفي عام 1932 تم اعتقال هوشي منه من قِبل البريطانيين بسبب أنشطته المضادة للحكومة الفرنسية في هونغ كونغ وأُفرج عنه عام 1933 ليسافر بعدها إلى الاتحاد السوفيتي ولدى عودته درس في معهد لينين وأمضى عدة سنوات لاستكمال علاجه من مرض السل وفي عام 1938 آثر التحالف الذي حصل بين الشيوعيين وأنصار تشان كاي شيك لمواجهة الغزو الياباني للصين، عاد هوشي إلى الصين وخدم كمستشار عسكري في القوات المسلحة الشيوعية الصينية وهناك بدأ باستخدام اسمه المستعار الذي اشتهر به لبقية حياته وهو هوشي منه معنى (المشرق أو المستنير) باللغة الفيتنامية.

## الثورة ضد الاحتلال الفرنسي - الياباني
مع إعلان الحرب العالمية الثانية انتقل الحزب الشيوعي الفيتنامي للعمل السري في المناطق الريفية وبسقوط باريس بيد الألمان عام 1940 شعر الفيتناميون أن الوضع ملائم للثورة غير أن اليابانيين احتلوا فيتنام في العام نفسه لاحقًا تحالفت الحكومة الفرنسية (حكومة فيشي) مع دول المحور وأصبحت حليفة لليابانيين وعندما سمع هوشي منه بهذه الأنباء عاد إلى فيتنام وقام بتأسيس جيش شعبي مكون من 10 آلاف مقاتل أغلبهم من الشيوعيين وبعضهم من القوميين والوطنيين اللذين انضموا إلى جيش التحرير (الفيت منه) تحت قيادة هوشي منة الذي أعلن الثورة ضد الاحتلال الفرنسي - الياباني وخاض حربًا شرسة بتكتيك حرب العصابات مكبدًا الفرنسيين واليابانيين خسائر فادحة رغم ضعف التسلح، وكانت المخابرات الأمريكية قد تكفلت بدعم الثوار الفيتناميين، خاض هوشي منه الحرب مستفيدًا من خبرة الصينيين وترجم الكتب الصينية حول هذا الموضوع إلى اللغة الفيتنامية ولما دخل الصين عام 1942 اعتقلته قوات تشان كاي شيك لمدة سنة كاملة وفي السجن أصيب بالهزل وألف كتاب (يوميات السجن) وهو كتاب يحتوي على أكثر من 100 قصيدة كتبها هوشي منة، أُطلق سراحه في أيلول وكانت الحرب ضد اليابان وفرنسا في أشدها ومنذ أيار 1945 بدأ الجيش الياباني بالتقهقر واستولى الفيتناميون على هانوي وجعلوها عاصمة لهم وفي عام 1945 أعلن هوشي منه ولادة جمهورية فيتنام الديمقراطية.

## ولادة جمهورية فيتنام الديمقراطية

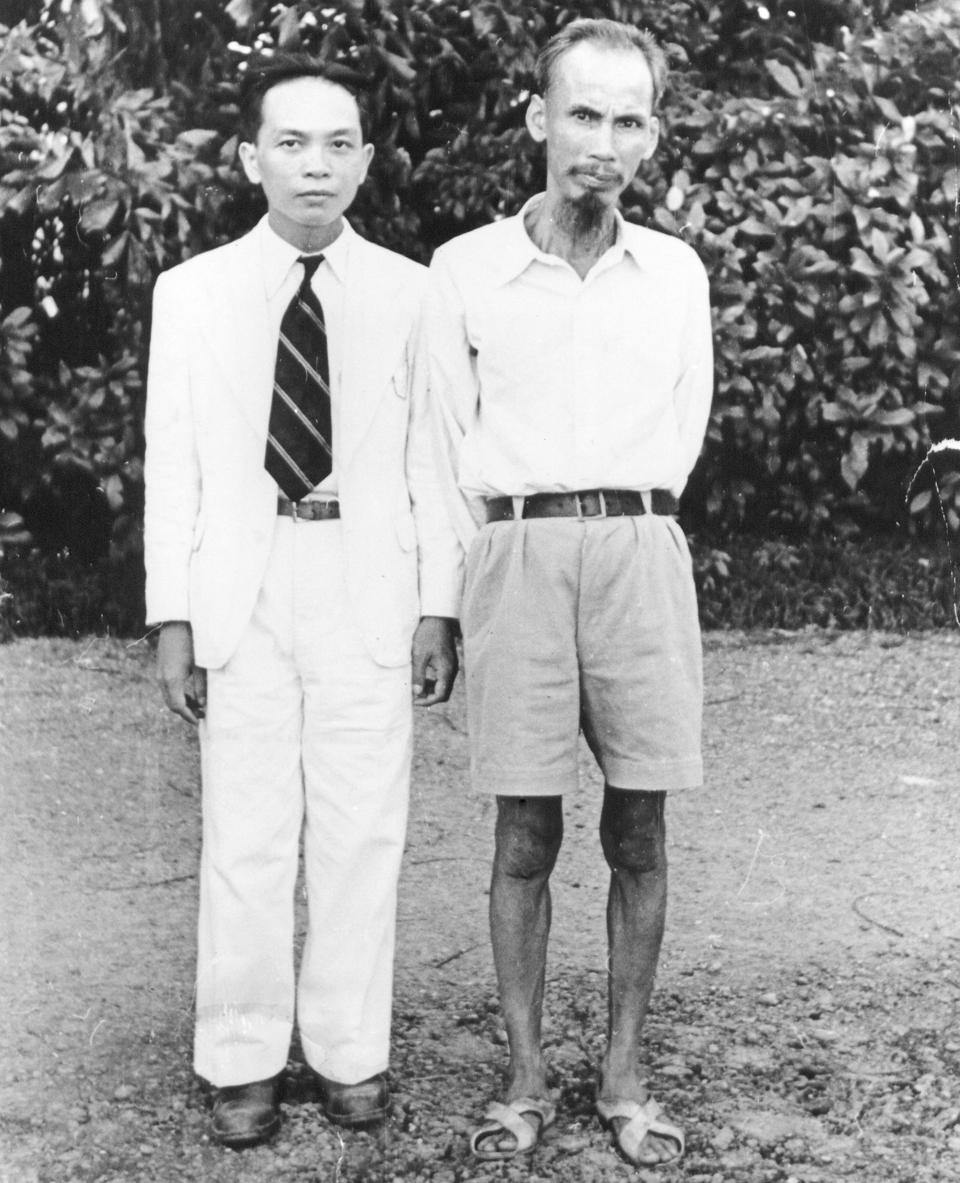
هوشي منه مع رفيقه ويده اليمنى الجنرال جياب

عندما أعلن هوشي منة قرار استقلال فيتنام أغضب هذا القرار الفرنسيين الذي أعلنوا الأحكام العرفية وسادت الفوضى في فيتنام ووسط هذا الظرف الصعب انتهز تشان كاي شيك (المعروف بعدائة للشيوعية) الفرصة وأرسل 200 ألف مقاتل من جيشه إلى فيتنام لاحتلالها والقضاء على الشيوعيين، فلم يكن لهوشي منه خيار آخر غير الانصياع لشروط فرنسا التي تعهدت بحماية فيتنام واستقلالها بشرط أن تبقى تابعة للحكم الفرنسي بشكل غير مباشر، وافق هوشي منه لإنه أدرك أنه قادر على طرد الفرنسيين من فيتنام كما طردهم سابقًا حتى وإن كان هناك تحالف مؤقت بين الطرفيين لكنه غير قادر على مجابهة الصين بسبب تفوقهم العددي الهائل.

## الحرب الفرنسية الفيتنامية
رغم الاستقلال الذي منحته فرنسا لفيتنام لكنه كان استقلالًا ظاهريًا فقد ظل الجيش الفرنسي متمركزًا في فيتنام إضافة إلى قيام فرنسا بوضع عراقيل للحيلولة دون نهوض فيتنام من جديد فضلًا عن التدخلات في شؤون حكومة هوشي منه، إلا أن السبب الرئيسي لاندلاع الحرب هو قيام بارجة حربية فرنسية بقصف مدينة هيفونج بسبب قيام السكان بمظاهرات كبيرة للتنديد بسياسات فرنسا، فأعلن هوشي منه الحرب ضد فرنسا وأعاد تنظيم الميليشيات الثورية الشيوعية المسلحة، هاجم الثوار مقرات الجيش الفرنسي وقاتلوهم بشتى الأسلحة مثل البنادق والمسدسات والسواطير والمناجل وزجاجات مولوتوف مكبديهم خسائر فادحة وامتدت الحرب لتشمل كل شبر في فيتنام، اتبع هوشي منه أسلوب حرب العصابات وخاض حربًا طويلة ضد الاحتلال الفرنسي استمرت 8 سنوات (1946-1954), في البداية عانى الثوار الفيتناميون (الفيت منة) من نقص التسليح مما جعل هوشي منه يسافر إلى الاتحاد السوفيتي عام 1950 والتقى بستالين وماوتسي تونغ، بعد انتهاء اللقاء تكفل ستالين بتوفير الدعم اللوجستي إلى الثوار الفيتناميون أما الزعيم الشيوعي الصيني ماو فقد أرسل 70 ألف مقاتل صيني للقتال بجانب الفيتناميين، كانت الصين سابقًا عدوة لفيتنام لكن مع وصول الحزب الشيوعي الصيني إلى السلطة في الصين عام 1949 أصبحت العلاقة ودية بين الحليفين الشيوعيين فيتنام والصين، وقد لعب الدعم الذي قدمه ستالين وماو لفيتنام دورًا كبيرًا في تحول الحرب لصالح الثوار، فبدأ الجيش الفرنسي يتقهقر إلى أن حُسمت الحرب لصالح الفيتناميين بعد معركة بيان ديان فو 1954 , انسحبت فرنسا من فيتنام بعدما تكبدت خسائر فادحة وصلت إلى 75 ألف قتيل و 64 ألف جريح و 40 ألف أسير أضافة إلى مئات الدبابات وعشرات الطائرات.

## الرئاسة والحرب ضد الولايات المتحدة
بعد انتهاء الحرب تم تقسيم فيتنام إلى شطرين بحسب اتفاقية جنيف فأصبح الشطر الجنوبي دولة رأسمالية أما الشمالي دولة شيوعية يحكمها هوشي منه ولدى وصوله إلى الرئاسة قام هوشي منه بعدد من الإصلاحات الداخلية منها الإصلاح الزراعي ورفع أجور الفلاحين وأسس مزارع جماعية من أجل توفير السيولة النقدية والعملة الصعبة للخطط الخمسية من أجل النهوض بالبنية التحتية، أما على الصعيد الخارجي لم يقتنع هوشي منه بقرار التقسيم فقد كان يحلم بفيتنام موحدة فقام بدعم الميلشيات الثورية الشيوعية المتمركزة في الجنوب والمسمى بـ الفيتكونغ من أجل الإطاحة بالحكم الرأسمالي الجنوبي الموالي للغرب وتوحيد فيتنام، فقرر هوشي منه غزو لاوس عام 1959 المحاذية للحدود الجنوبية لتصبح حلقة وصل بين الجنوب والشمال من أجل إيصال الدعم إلى ميليشيات الفيتكونغ الشيوعية المتمركزة في الجنوب، هذا الأمر أقلق الولايات المتحدة خصوصًا بعد تنامي النفوذ الشيوعي في الجنوب وقيام الزعيم الفيتنامي الجنوبي ديم بعقد مفاوضات مع هوشي منه لتوحيد فيتنام لكن هذا الأمر لم يروق للولايات المتحدة التي قامت باغتيال الزعيم الفيتنامي الجنوبي في 2 نوفمبر 1963, وقد تذرعت الولايات المتحدة بمختلف الحجج من أجل القيام بتدخل عسكري للقضاء على الحكم الشيوعي في شمال فيتنام، بدأت الولايات المتحدة بقصف واسع النطاق على أراضي الشمال لكنها كانت مرغمة على القيام بتدخل عسكري بسبب توغل الشيوعيين إلى أعماق الجنوب، وقد ارتكبت الولايات المتحدة جرائم عديدة ضد الفيتناميين [17][17][17] على سبيل المثال، كان الجنود الأمريكيين يقصفون القرى الفيتنامية بالمدافع ومن تنفذ ذخيرته يحصل على صندوق مشروبات كحولية كـ هدية، فضلًا عن قصف المدن والقرى بالنابالم الحارق والقيام بالعديد من المجازر ضد المدنيين حيث بلغت المجازر التي ارتكبتها القوات الامريكية 360 مجزرة موثقة في فيتنام منها مجزرة ماي لاي التي راح ضحيتها 504 فلاح فيتنامي، كذلك قام سلاح الجو برش أطنان من المواد السامة على الاراضي الفيتنامية مما أدى إلى ولادة مئات ألوف الأجنة المشوهة ولم تقتصر الانتهاكات على الولايات المتحدة بل في فيتنام الجنوبية الموالية للولايات المتحدة أيضا، حيث فرضوا حكم بوليسي على جنوب فيتنام وسجنوا وأعدموا الآلاف لمجرد الاشتباة بانتمائهم للشيوعية، ولم تعلم دول العالم بانتهاكات الولايات المتحدة إلا بعد فضح قضية جندي الشتاء التي هزت العالم ولفتت الأنظار إلى الفظائع التي يرتكبها القوات البرية للولايات المتحدة في فيتنام، رغم ذلك لم يستسلم الثوار الفيتناميون وقاوموا الغزو الأمريكي بشراسة وكان هوشي منه يلقي الخُطب الحماسية التي يبدأها بـ (ابنائي المواطنيين بناتي المواطنات) ويضع الخطط العسكرية بالتعاون مع الجنرال فون نغوين جياب، وكانت المليشيات الشيوعية تهاجم القوات البرية للولايات المتحدة في الأدغال وتتجنب المدن خوفًا من القصف الجوي لكن ذلك لم يمنع حصول معارك في المدن مثل معركة هانوي 1968 , لكن عمومًا كان أسلوب الفيتكونغ يقوم على أساس الهجمات الخاطفة في الأدغال ومن ثم الاختباء في خنادق تحت الأرض، وفي اشتداد الحرب أرسلت الصين 300 ألف مقاتل للقتال بجانب الفيتناميين أما السوفييت فقد تكفلوا بالدعم اللوجستي، مما جعل الكفة تميل لصالح الفيتناميين خصوصًا بعد هجوم تيت عام 1968 والذي كان حملة عسكرية كبرى بقيادة الجنرال جياب وإشراف هوشي منه تهدف إلى القيام بهجوم واسع لدفع القوات الامريكية إلى خارج الحدود، مما كبّد القوات الأمريكية خسائر فادحة وفي تلك الفترة تدهورت صحة هوشي منه لكنه ظل يخاطب الشعب الفيتنامي من الراديو ويحثهم على مواصلة القتال حتى تحرير فيتنام، وقد انسحبت الولايات المتحدة من فيتنام عام 1975 وانتهى هجوم تيت عام 1975 بتحرير سايغون عاصمة جنوب فيتنام والتي سماها الشيوعيون مدينة هوشي منة تخليدًا لزعيمهم الراحل.

## الوفاة
عندما كانت الحرب في أشدّها، توفي هوشي منه عن عمر ناهز 79 عامًا في صباح 2 نوفمبر 1969 في ذكرى تأسيس جمهورية فيتنام الشمالية

## الإرث
تم تحنيط جسده على غرار لينين وماو تسي تونغ ووضع جثمانه في ضريح مبني من الغرانيت في هانوي وبعد انتهاء الحرب تم تغيير اسم مدينة سايغون إلى هوشي منه تخليدًا له ويعتبر هوشي منه بطلًا قوميًا في فيتنام حيث يُنظر إليه على أنه الرمز التوحيدي والطباخ البسيط الذي هزم ثلاث دول عظمى وحرر بلاده ثلاث مرات.

## مقولاته
- إذا أردت أن تفسد ثورة فأغرقها بالمال
- لأول مرة في التاريخ تخرج دولة صغيرة منتصرة في الصراع مع دولة استعمارية كبيرة لقد كان انتصارًا لا لشعبنا فقط بل لكل الشعوب المستضعفة في العالم ((هوشي منه في إحدى تصريحاته بعد الانتصار على فرنسا))
- يمكنكم قتل 10 منا مقابل كل واحد منكم لكن مع ذلك سنهزمكم وننتصر (هوشي منة مخاطبًا الأمريكيين)
- إذا مات شقيقي أدوس فوقه وأكمل المعركة.

## وصلات خارجية
- هو تشي منه على موقع IMDb (الإنجليزية)
- هو تشي منه على موقع الموسوعة البريطانية (الإنجليزية)
- هو تشي منه على موقع مونزينجر (الألمانية)
- هو تشي منه على موقع ألو سيني (الفرنسية)
- هو تشي منه على موقع ميوزك برينز (الإنجليزية)
- هو تشي منه على موقع قاعدة بيانات الأفلام السويدية (السويدية)
- هو تشي منه على موقع إن إن دي بي (الإنجليزية)
- هو تشي منه على موقع ديسكوغز (الإنجليزية)
- هو تشي منه على موقع قاعدة بيانات الفيلم (الإنجليزية)
- هو تشي منه على موقع كينوبويسك (الروسية)
- هو شي منه «أبو الثوار في فيتنام»
- من هو هوشي منه قائد استقلال فيتنام؟
- فيتنام تقدر مساهمات وافكار هوشى منه
- يوميات السجن هو شي منه شاعرًا
- قصيدة (هوشي منة مات) على اليوتيوب تأليف احمد فؤاد نجم، غناء وتلحين الشيخ امام